# Rio Dumbrăviţa (Ilişua)
O Rio Dumbrăviţa é um rio da Romênia, afluente do Ilişua, localizado no distrito de Bistriţa-Năsăud.